# Oceanodroma hubbsi
Oceanodroma hubbsi ist eine fossile Vogelart aus der Familie der Nördlichen Sturmschwalben (Hydrobatidae). Sie lebte im mittleren und oberen Miozän. Das Artepitheton ehrt den US-amerikanischen Ichthyologen Carl Leavitt Hubbs.

## Merkmale
Das Typusmaterial umfasst einen Schädel, Wirbel, ein Becken und ein linkes Bein. Die Größe von Oceanodroma hubbsi liegt zwischen der des Kalifornienwellenläufers (Oceanodroma homochroa) und der des Schwarzwellenläufers (Oceanodroma melania). Die Beinknochen sind dicker als bei den oben genannten Arten und der Fuß sowie der Oberschenkelknochen sind relativ länger als bei allen anderen Wellenläuferarten. Die Schädellänge beträgt 35,0 mm, die Schnabellänge 17,7 mm, die Länge de Oberschenkelknochens 16,0 mm, die Schienbeinknochenlänge 32,5 mm und die Fußwurzellänge 22,4 mm. Das Größenverhältnis von Schienbeinknochen zum Oberschenkelknochen beträgt 2,03:1, das Größenverhältnis vom Schienbeinknochen zum Fußwurzelknochen 1,40:1.

## Fundort
Das fossile Material wurde 1950 im Miozän-Schiefer der Capistrano-Formation entlang der Steilküste eine Meile südlich des Capistrano Beach im Orange County im US-Bundesstaat Kalifornien ausgegraben.